# Tymur Tajmazov
Tymur Tajmazov (ukrajinsky: Тимур Таймазов; 8. září 1970, Nogir, Severoosetinská autonomní sovětská socialistická republika) je bývalý ukrajinský vzpěrač osetského původu. Na olympijských hrách v Atlantě roku 1996 vyhrál závod v těžké váze (99–108 kg kilogramů). Již na předchozích hrách v Barceloně roku 1992 získal stříbro v tzv. první těžké váze (90–100 kg), dnes již zrušené. Tehdy toho docílil ještě jako reprezentant Sjednoceného olympijského týmu, který byl dán dohromady v čase rozpadu Sovětského svazu. Je rovněž dvojnásobným mistrem světa (1993, 1994) a trojnásobným mistrem Evropy (1992, 1993, 1994). Jeho bratr Artur Tajmazov je zápasník a olympijský vítěz z roku 2004 (v barvách Uzbekistánu).